# 云南澜湄国际卫视
云南澜沧江-湄公河国际卫星电视频道（英語：Yunnan Lancang-Mekong International Channel），简称云南澜湄国际卫视，是中国云南广播电视台旗下的一条的卫星电视频道，采取多语种、多字幕、多伴音的传输方式，面向老挝、缅甸、柬埔寨、越南、泰国等东南亚国家广播。

## 历史
2013年8月30日，云南广播电视台国际频道正式开播。2014年1月25日，云南广播电视台国际频道正式落地老挝，成为老挝首个使用老挝语播出的外国频道。2015年2月10日，云南国际频道正式在柬埔寨落地。2015年11月，云南国际频道进入泰国电视网络。
2018年9月30日，为更好地服务中国“一带一路”倡议、澜湄合作机制，经国家广电总局批准，云南广播电视台国际频道呼号变更为“云南澜沧江湄公河国际卫星电视频道”，简称“云南澜湄国际卫视”。2019年9月6日正式更名。

## 节目
该频道主要播出《走遍云南》等介绍云南风土人情的宣传节目，以及附有东南亚语言配音的中国电视剧、纪录片等。

## 新媒體
該頻道擁有新媒體平臺澜湄视听。上线节目包括与彩云相遇。澜湄视听APP设计为一个中文界面APP和越南、老挝、缅甸、柬埔寨和泰国语言APP。与柬埔寨第五电视台合作。